# Franziska Kinz
Pour les articles homonymes, voir Kinz.
Franziska Kinz, née le 21 février 1897 à Kufstein (Autriche-Hongrie, maintenant en Autriche) et morte le 26 avril 1980 à Merano (Italie), est une actrice autrichienne.

## Filmographie

### Au cinéma
- 1929 : Le Journal d'une fille perdue (Trois pages d'un journal) : Meta
- 1930 : Väter und Söhne : Mrs. Markurell
- 1932 : Raspoutine (Rasputin, Dämon der Frauen) : Dunja
- 1932 : Tannenberg (de) : Gutsfrau Frau Puchheiten
- 1933 : Le Jeune Hitlérien Quex (Hitlerjunge Quex) : Krankenschwester (nurse)
- 1933 : Les Fugitifs (Flüchtlinge) : la femme enceinte
- 1934 : The Legend of William Tell (Wilhelm Tell) : Gertrud Stauffacher
- 1934 : À dix-sept ans (Eine Siebzehnjährige) : Annemarie, l'épouse
- 1935 : Mazurka : Mother
- 1936 : Standschütze Bruggler : Mutter Bruggler
- 1937 : Un ennemi du peuple (Ein Volksfeind) : Johanna Stockmann
- 1938 : Frau Sixta : Frau Sixta
- 1940 : Aus erster Ehe : Barbara Rohn
- 1940 : Les Risque-tout (Im Schatten des Berges) : Anna, la sœur de Margret
- 1941 : Anna la serveuse (Die Kellnerin Anna) : Anna Rottner
- 1944 : Nora : Helene Helmer
- 1945 : Wir sehn uns wieder : Marthe Bichler - Häuslerin
- 1950 : Der Geigenmacher von Mittenwald : la receveuse des postes
- 1952 : Die schöne Tölzerin : Die Öffelin
- 1953 : Christia : Frau Anna Stauffer
- 1953 : Moselfahrt aus Liebeskummer : Maria Klaus
- 1955 : Docteurs et Infirmières : Oberschwester Innocenzia
- 1955 : Das Mädchen vom Pfarrhof : Brigitte
- 1955 : Die Försterbuben : Apollonia, la femme de Michael Schwarzaug
- 1956 : Bademeister Spargel : Agnes Spargel
- 1956 : Beichtgeheimnis : Trude Michaelis
- 1956 : Anastasia, la dernière fille du tsar (Anastasia - Die letzte Zarentochter) : duchesse de Leuchtenberg
- 1956 : Das Hirtenlied vom Kaisertal : Katharina, la femme de Hansl
- 1958 : Ein Amerikaner in Salzburg : Fräulein Murr
- 1958 : Infirmière de nuit (Nachtschwester Ingeborg) : Oberschwester Mathilde
- 1958 : ...und nichts als die Wahrheit : Ursula Züger, Krankenschwester
- 1959 : Rien que la vérité (Der Schäfer vom Trutzberg) : Angela von Trutzberg
- 1959 : Musique de mon cœur (Mein ganzes Herz ist voll Musik) : Frau Rabitz
- 1959 : La Vache et le Prisonnier : la mère d'Helga
- 1959 : Ne me laissez jamais seule un dimanche (Lass mich am Sonntag nicht allein) : Frau Müller
- 1960 : Der Schleier fiel